# Fed Cup 2011 – baráž 2. skupiny zóny Evropy a Afriky
Baráž 2. skupiny zóny Evropy a Afriky ve Fed Cupu 2011 představovala tři vzájemná utkání týmů z bloků A a B. První z bloku A sehrál zápas s druhým z bloku B a naopak. Vítězové těchto utkání postoupili do 1. skupiny zóny Evropy a Afriky pro rok 2012. Družstva, která se umístila na třetím místě v blocích, se utkala v zápase o udržení. Poražený sestoupil do 3. skupiny zóny Evropy a Afriky pro rok 2012. Stejně tak čtvrté mužstvo bloku B automaticky sestoupilo do 3. skupiny pro následující ročník.
Hrálo se 7. května 2011 v areálu oddílu Smash Tennis Academy egyptského hlavního města Káhiry venku na antukových dvorcích. 

## Pořadí týmů
| Poř. | Blok A      | Blok B              |
| ---- | ----------- | ------------------- |
| 1.   | Portugalsko | Bosna a Hercegovina |
| 2.   | Finsko      | Gruzie              |
| 3.   | Maroko      | Turecko             |
| 4.   | –           | Arménie             |

## Zápasy o postup
První ze svého bloku s druhým z druhého bloku sehrál vzájemný zápas. Vítězové postoupili do 1. skupiny zóny Evropy a Afriky pro rok 2012.

### Portugalsko vs. Gruzie
| | Portugalsko | 2 :                                                                                        | 0   | Gruzie |       |            |
| --- | ----------- | ------------------------------------------------------------------------------------------ | --- | ------ | ----- | ---------- |
| Smash Tennis Academy, Káhira, Egypt 7. května 2011 antuka (venku) |             |                                                                                            |     |        |       |            |
| \| \| \| \| 1. \| 2. \| 3. \| \| \| -- \| \| ------------------------------------------------------------------------------------------ \| --- \| --- \| ----- \| ---------- \| \| 1. \| \| Maria João Koehlerová Tatia Mikadzeová \| 6 2 \| 6 2 \| \| \| \| 2. \| \| Michelle Larcherová de Britová Sofia Šapatavová \| 3 6 \| 6 4 \| 78 66 \| \| \| 3. \| \| Maria João Koehlerová / Michelle Larcherová de Britová Tatia Mikadzeová / Sofia Šapatavová \| \| \| \| nehrálo se \| \| \| \| \| \| \| \| \| \| \| \| \| \| \| \| \| \| \| \| \| \| \| \| \| \| \| \| \| \| \| \| \| \| \| \| \| \| \| \| \| |             |                                                                                            |     |        |       |            |
| |             |                                                                                            | 1.  | 2.     | 3.    |            |
| 1. |             | Maria João Koehlerová Tatia Mikadzeová                                                     | 6 2 | 6 2    |       |            |
| 2. |             | Michelle Larcherová de Britová Sofia Šapatavová                                            | 3 6 | 6 4    | 78 66 |            |
| 3. |             | Maria João Koehlerová / Michelle Larcherová de Britová Tatia Mikadzeová / Sofia Šapatavová |     |        |       | nehrálo se |
| |             |                                                                                            |     |        |       |            |
| |             |                                                                                            |     |        |       |            |
| |             |                                                                                            |     |        |       |            |
| |             |                                                                                            |     |        |       |            |
| |             |                                                                                            |     |        |       |            |

### Bosna a Hercegovina vs. Finsko
| | Bosna a Hercegovina | 2 :                                                                                | 1   | Finsko |     |  |
| --- | ------------------- | ---------------------------------------------------------------------------------- | --- | ------ | --- |  |
| Smash Tennis Academy, Káhira, Egypt 7. května 2011 antuka (venku) |                     |                                                                                    |     |        |     |  |
| \| \| \| \| 1. \| 2. \| 3. \| \| \| -- \| \| ---------------------------------------------------------------------------------- \| --- \| --- \| --- \| \| \| 1. \| \| Mervana Jugićová-Salkićová Piia Suomalainenová \| 3 6 \| 6 4 \| 6 0 \| \| \| 2. \| \| Jasmina Tinjićová Emma Laineová \| 1 6 \| 3 6 \| \| \| \| 3. \| \| Mervana Jugićová-Salkićová / Jasmina Tinjićová Emma Laineová / Piia Suomalainenová \| 6 1 \| 6 4 \| \| \| \| \| \| \| \| \| \| \| \| \| \| \| \| \| \| \| \| \| \| \| \| \| \| \| \| \| \| \| \| \| \| \| \| \| \| \| \| \| \| \| |                     |                                                                                    |     |        |     |  |
| |                     |                                                                                    | 1.  | 2.     | 3.  |  |
| 1. |                     | Mervana Jugićová-Salkićová Piia Suomalainenová                                     | 3 6 | 6 4    | 6 0 |  |
| 2. |                     | Jasmina Tinjićová Emma Laineová                                                    | 1 6 | 3 6    |     |  |
| 3. |                     | Mervana Jugićová-Salkićová / Jasmina Tinjićová Emma Laineová / Piia Suomalainenová | 6 1 | 6 4    |     |  |
| |                     |                                                                                    |     |        |     |  |
| |                     |                                                                                    |     |        |     |  |
| |                     |                                                                                    |     |        |     |  |
| |                     |                                                                                    |     |        |     |  |
| |                     |                                                                                    |     |        |     |  |

## Zápas o sestup
Třetí týmy sehrály zápas o udržení. Poraženy sestoupil do 3. skupiny zóny Evropy a Afriky pro rok 2012. Arménie, která skončila na čtvrtém místě bloku B, neměla pro tříčlenný počet bloku A soupeře a automaticky sestoupila do 3. skupiny zóny příštího ročníku.

### Maroko vs. Turecko
| | Maroko | 0 :                                                                    | 2   | Turecko |     |            |
| --- | ------ | ---------------------------------------------------------------------- | --- | ------- | --- | ---------- |
| Smash Tennis Academy, Káhira, Egypt 7. května 2011 antuka (venku) |        |                                                                        |     |         |     |            |
| \| \| \| \| 1. \| 2. \| 3. \| \| \| -- \| \| ---------------------------------------------------------------------- \| --- \| --- \| --- \| ---------- \| \| 1. \| \| Nadia Lalamiová Pemra Özgenová \| 4 6 \| 7 5 \| 5 7 \| \| \| 2. \| \| Fatima El Allamiová Çağla Büyükakçayová \| 2 6 \| 1 6 \| \| \| \| 3. \| \| Lina Bennaniová / Fatima El Allamiová İpek Şenoğluová / Melis Sezerová \| \| \| \| nehrálo se \| \| \| \| \| \| \| \| \| \| \| \| \| \| \| \| \| \| \| \| \| \| \| \| \| \| \| \| \| \| \| \| \| \| \| \| \| \| \| \| \| |        |                                                                        |     |         |     |            |
| |        |                                                                        | 1.  | 2.      | 3.  |            |
| 1. |        | Nadia Lalamiová Pemra Özgenová                                         | 4 6 | 7 5     | 5 7 |            |
| 2. |        | Fatima El Allamiová Çağla Büyükakçayová                                | 2 6 | 1 6     |     |            |
| 3. |        | Lina Bennaniová / Fatima El Allamiová İpek Şenoğluová / Melis Sezerová |     |         |     | nehrálo se |
| |        |                                                                        |     |         |     |            |
| |        |                                                                        |     |         |     |            |
| |        |                                                                        |     |         |     |            |
| |        |                                                                        |     |         |     |            |
| |        |                                                                        |     |         |     |            |

## Konečné pořadí
| Pořadí   | Tým                 |
| -------- | ------------------- |
| Postup   | Portugalsko         |
| Postup   | Bosna a Hercegovina |
| 3. místo | Gruzie              |
| 3. místo | Finsko              |
| 5. místo | Turecko             |
| Sestup   | Maroko              |
| Sestup   | Arménie             |

- Portugalsko a Bosna a Hercegovina postoupily do 1. skupiny zóny Evropy a Afriky pro rok 2012.
- Maroko a Arménie sestoupily do 3. skupiny zóny Evropy a Afriky pro rok 2012.